# House of Secrets
House of Secrets — другий студійний альбом американського ню-метал-гурту Otep, спродюсований Ґреґом Веллсом (Deftones, Руфус Вейнрайт, Mika) та випущений у 2004 році. Альбом дебютував на 93-й сходинці чарту Billboard 200. Відеокліп на пісню «Warhead» увійшов у топ-десятку відеокліпів 2004 року в шоу Headbanger's Ball на MTV.
У деяких регіонах цей альбом виходив із системою захисту від піратського копіювання — Copy Control.

## Список треків
| #     | Назва               | Автор                                     | Тривалість |
| ----- | ------------------- | ----------------------------------------- | ---------- |
| 1.    | «Requiem»           | Отеп Шамая, Ґреґ Веллс                    | 2:40       |
| 2.    | «Warhead»           | Отеп Шамая, Джейсон Мак-Ґвайр             | 3:29       |
| 3.    | «Buried Alive»      | Отеп Шамая, Ґреґ Веллс, Роб Паттерсон     | 3:42       |
| 4.    | «Sepsis»            | Отеп Шамая, Джейсон Мак-Ґвайр             | 3:29       |
| 5.    | «House of Secrets»  | Отеп Шамая, Ґреґ Веллс                    | 4:02       |
| 6.    | «Hooks & Splinters» | Отеп Шамая, Джейсон Мак-Ґвайр, Ґреґ Веллс | 3:33       |
| 7.    | «Gutter»            | Отеп Шамая                                | 1:02       |
| 8.    | «Autopsy Song»      | Отеп Шамая, Ґреґ Веллс                    | 3:42       |
| 9.    | «Suicide Trees»     | Отеп Шамая, Ґреґ Веллс                    | 6:26       |
| 10.   | «Nein»              | Отеп Шамая, Ґреґ Веллс, Роб Паттерсон     | 4:13       |
| 11.   | «Self-Made»         | Отеп Шамая, Ґреґ Веллс                    | 3:40       |
| 12.   | «Shattered Pieces»  | Отеп Шамая, Ґреґ Веллс                    | 4:11       |
| 44:21 |                     |                                           |            |

## Учасники
- Отеп Шамая — вокал, бас-барабан, діджеріду, скрип тарілок (11)
- Роб Паттерсон — гітара (2, 3, 10)
- Ґреґ Веллс — металева стружка (1), сталевий барабан (1), гітара (4-6, 8-12), челеста (5), ударні (5, 8, 9), перкусія (10), фортепіано (12)
- Джейсон «eViL J» Мак-Ґвайр — баси, бек-вокал (3), гітара (4, 5)
- Джої Джордісон (Slipknot) — ударні (2, 3, 4, 6, 10, 11)

## Виробництво
- Продюсер: Ґреґ Веллс
- Виконавчий продюсер: Отеп Шамая
- Звукорежисери: Браян Шойбл, Ґреґ Веллс
- Асистенти звукорежисера: Ден Бістон, Моніка Мізрагі
- Мікшування: Ґреґ Веллс
- Мастеринг: Роджер Лаян, Гові Вайнберг
- A&R: Рон Лаффіт
- Артдиректор: П. Р. Браун
- Дизайн: П. Р. Браун
- Фотографія: П. Р. Браун

## Чарти
Альбом — Billboard (Північна Америка)
| Рік  | Чарт              | Позиція |
| ---- | ----------------- | ------- |
| 2004 | The Billboard 200 | 93      |